# 二碘氧钒
二碘氧钒是一种无机化合物，化学式为VOI2。

## 制备及性质
二碘氧钒的溶液可由硫酸氧钒和碘化钡反应得到：
VOSO4 + BaI2 → BaSO4↓ + VOI2
此溶液在浓缩时，生成VOI·3H2O。